# Imatge d'Épinal
Una imatge d'Épinal és una estampa impresa sobre temes populars, colors vius i brillants. Per crear les imatges, es valien d'artesans gravadors sobre fusta, gravadors de metall, talladors de pedra, il·luminadors, dibuixants i caricaturistes. Antigament les venien els venedors ambulants, les imatges d'Épinal deuen el seu nom a Jean-Charles Pellerin, que va ser el primer impressor a editar en sèrie aquest tipus d'imatge, i que va viure a la ciutat del mateix nom.

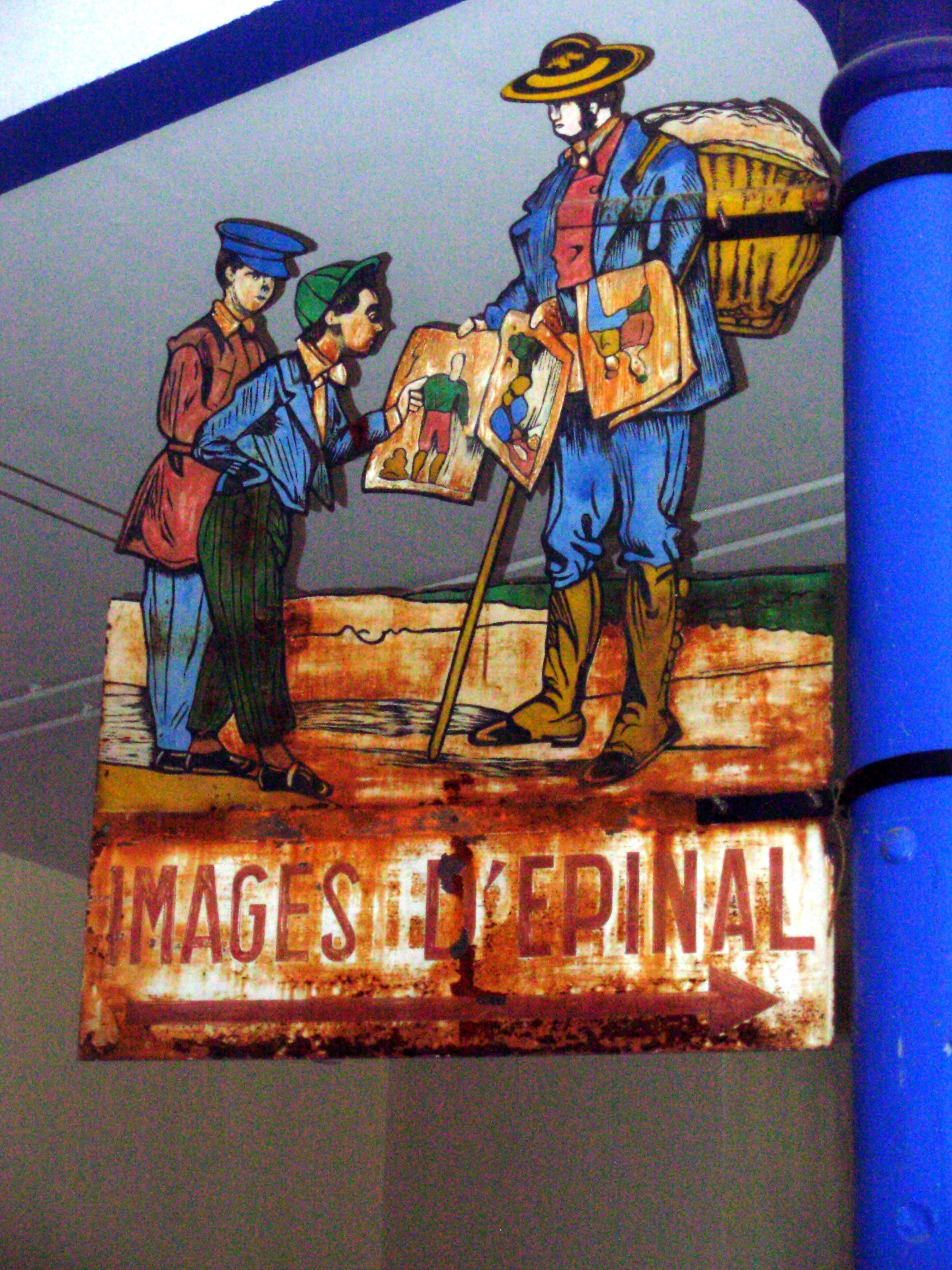
Cartell indicant la direcció de la Imatgeria de Épinal.

## Història de les imatges d'Épinal
Si la impremta popular, en full volant, va néixer a París gràcies als diversos processos tècnics que són la xilografia, aleshores al segle xvii el gravat sobre coure i finalment la litografia, a Épinal la litografia s'imposa cap el 1850. Al final des del segle xviii, hi ha diversos centres importants d'iconografia essencialment religiosos (Orleans, Rennes, Chartres). Amb la Revolució Francesa, les imatges tradicionals perden l'interès i es fa un moviment cap a l'Est de França..
Un empresari Spinalien, Jean-Charles Pellerin, originalment fabricant de cartes per jugar, es va imposar a partir del 1809 i va donar a les seves imatges un impuls que li permetia resistir en el temps, imposar-se a la competència i donar el nom d'imatge d'Épinal a la imatge popular. Una font important aquest impuls és la construcció del mite napoleònic en què participa la seva imatgeria, publicant sèries d'imatges a la glòria del Primer Imperi, des dels seus soldats fins al seu líder.

## Endevinalles d'Épinal
Entre la producció d'Imatgeria d'Épinal, es poden trobar, publicades des del 1896, les "endevinalles". L'objectiu del joc és buscar un objecte amagat. Molt sovint heu de posar la imatge cap per avall per veure-la amb més facilitat. La imatge s'acompanya d'un text explicatiu sobre la naturalesa de l'objecte o el personatge a descobrir. Aquestes endevinalles es van publicar en forma de petites imatges que es van distribuir als nens savis com a bons punts. Moltes marques i comerciants van utilitzar aquests taulers d'imatges per fer publicitat. Un dibuix animat per a la televisió titulat "Les Devinettes d'Épinal", amb les imatges de Jean-Charles Pellerin, es va emetre el 1982 a Antenne 2

## L'expressió «imatge d'Épinal»
L'expressió «imatge d'Épinal» ha pres al llarg del temps un sentit figurat, que designa una visió emfàtica, tradicional i ingènua, que no mostra que el bon costat de les coses. Sinònim: Cliché.

## Galeria d'imatges

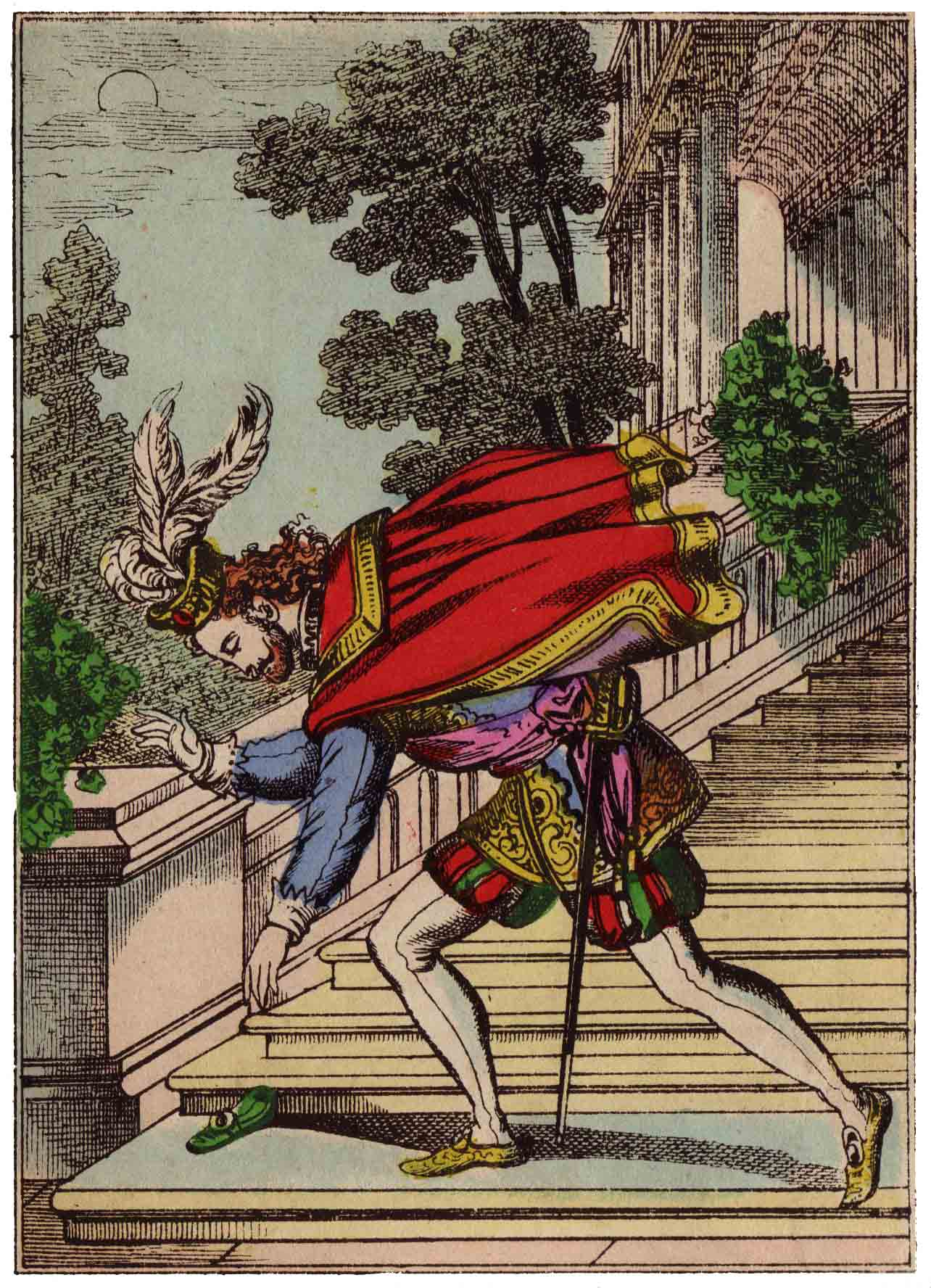
Cendrillon la pantoufle (sabatilla de la Ventafocs).
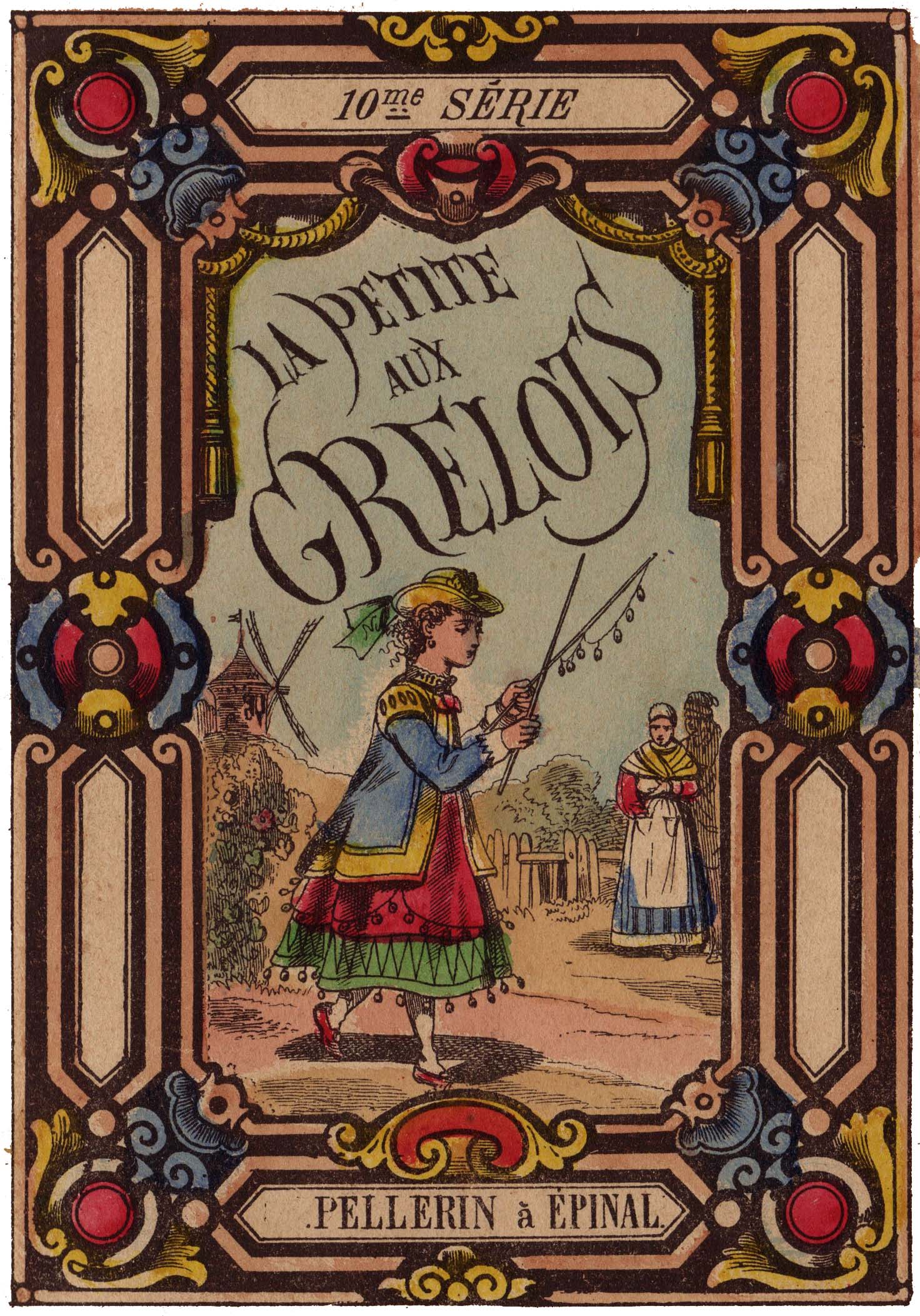
La Petite aux grelots (La nena amb campanes).
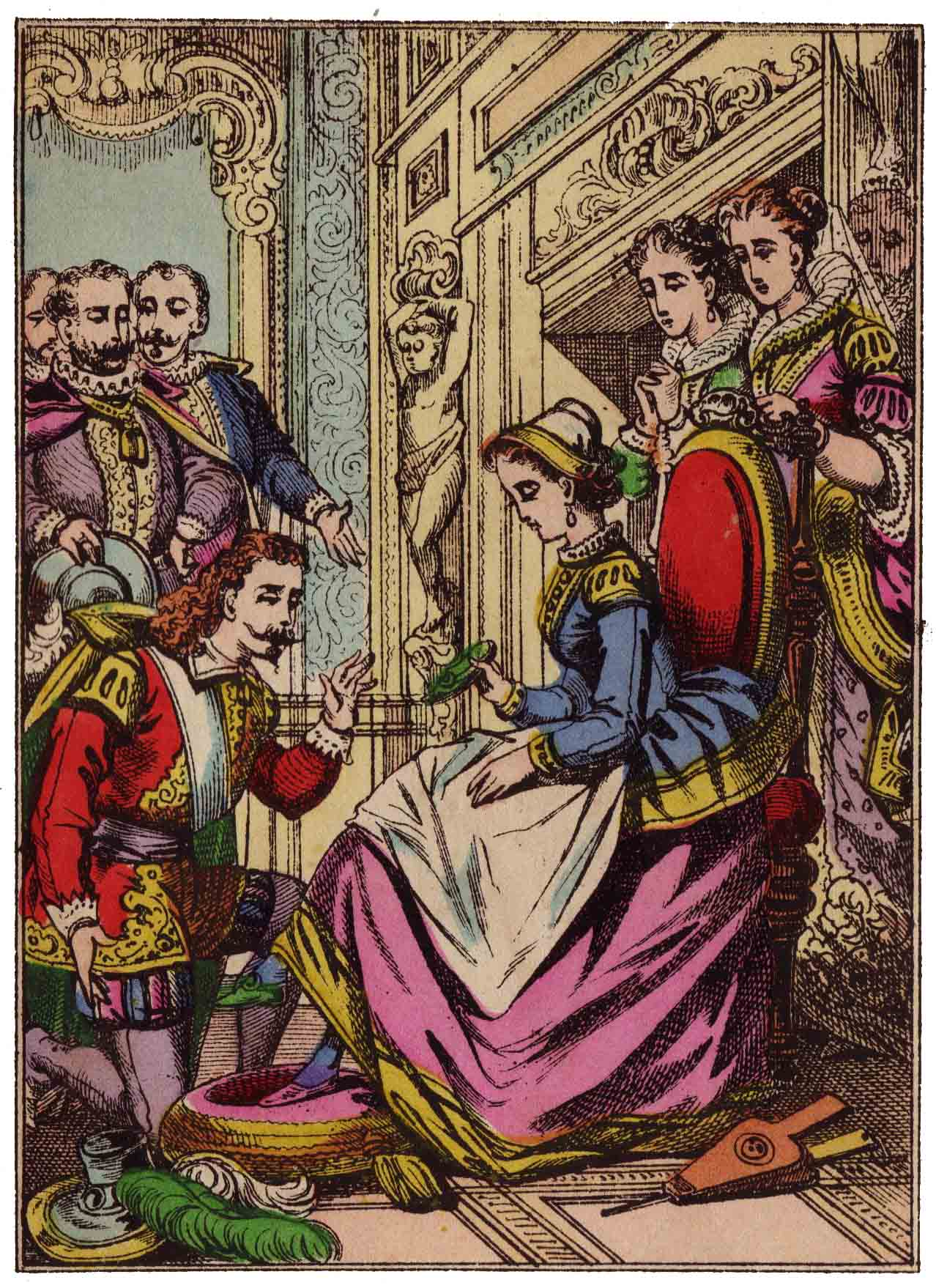
Trouver chaussure à son pied (Trobar una sabata pels vostres peus).
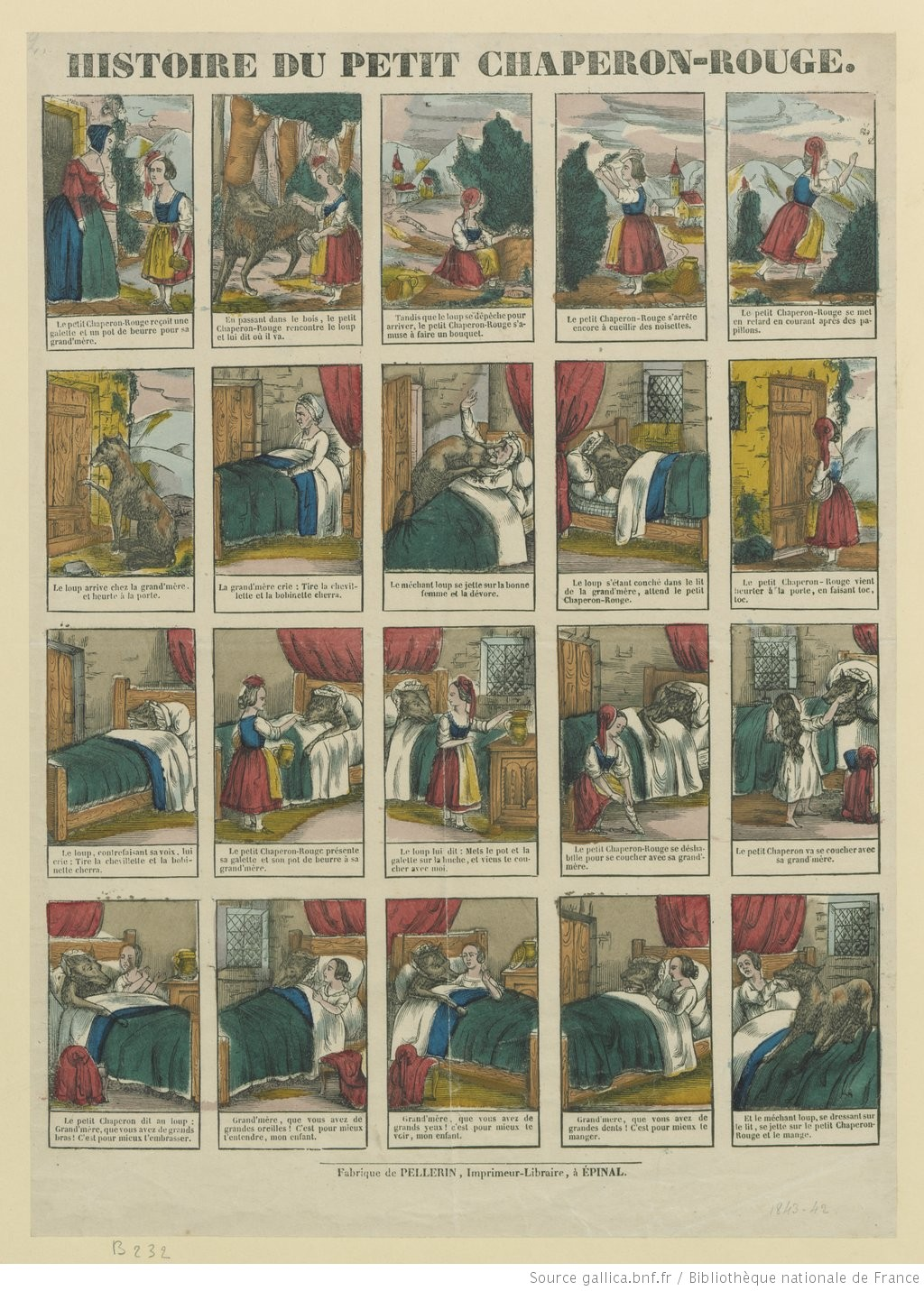
Histoire du Petit Chaperon-Rouge (Història de la caputxeta vermella).

## Fabricació

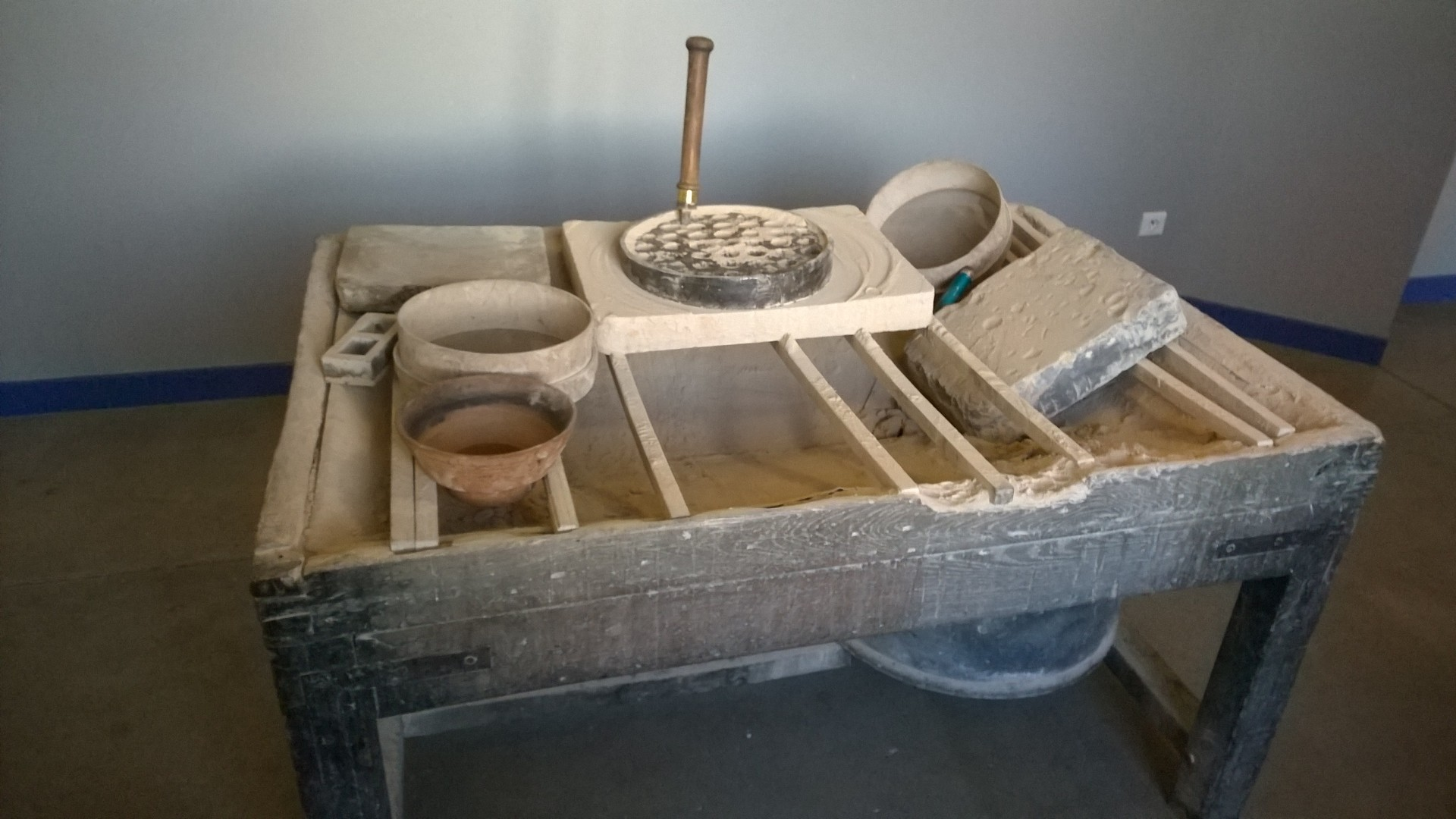
Pedra on dibuixen les imatges d'Épinal.
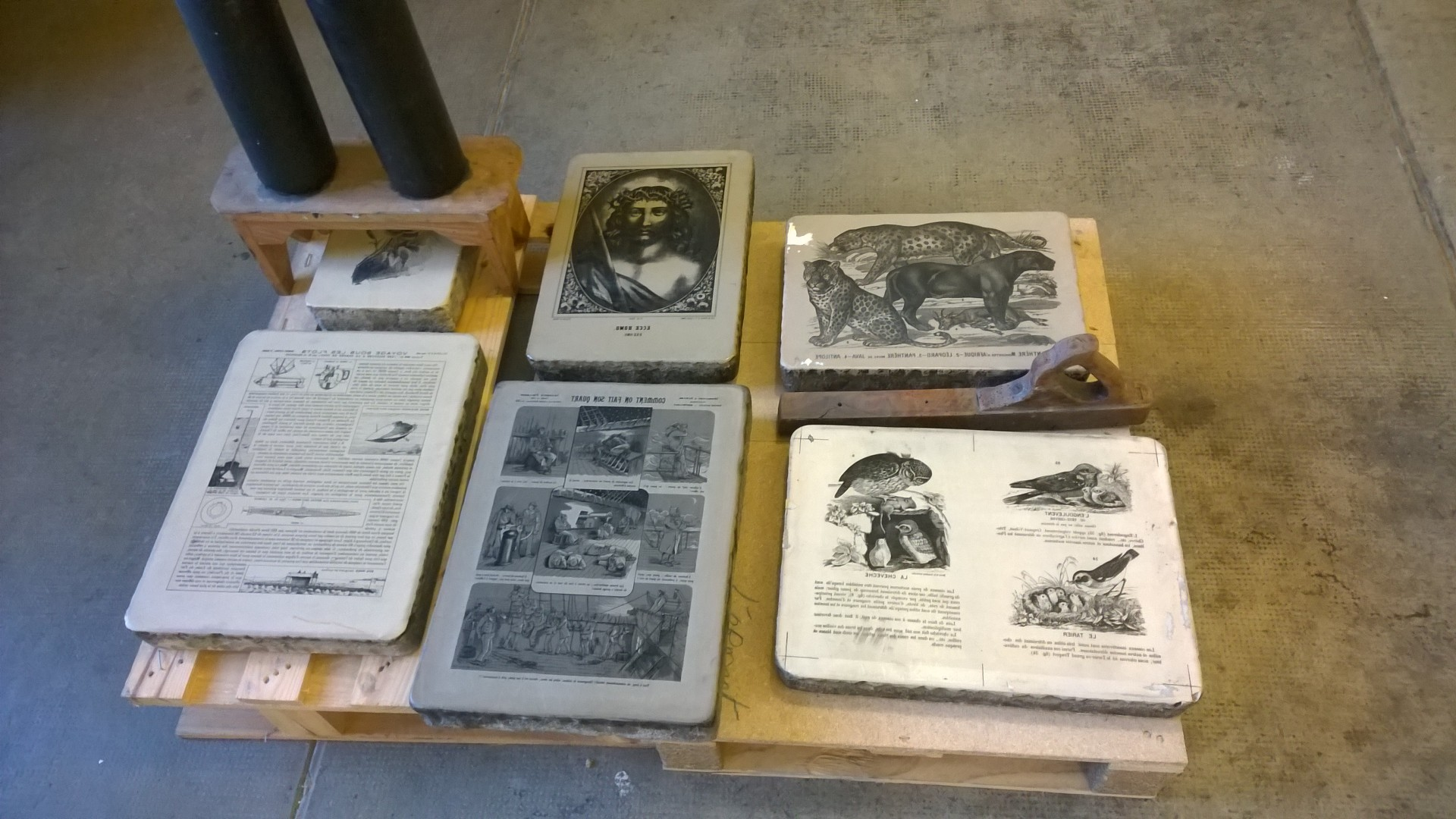
Pedres on s'han dibuixat imatges d'Epinal.
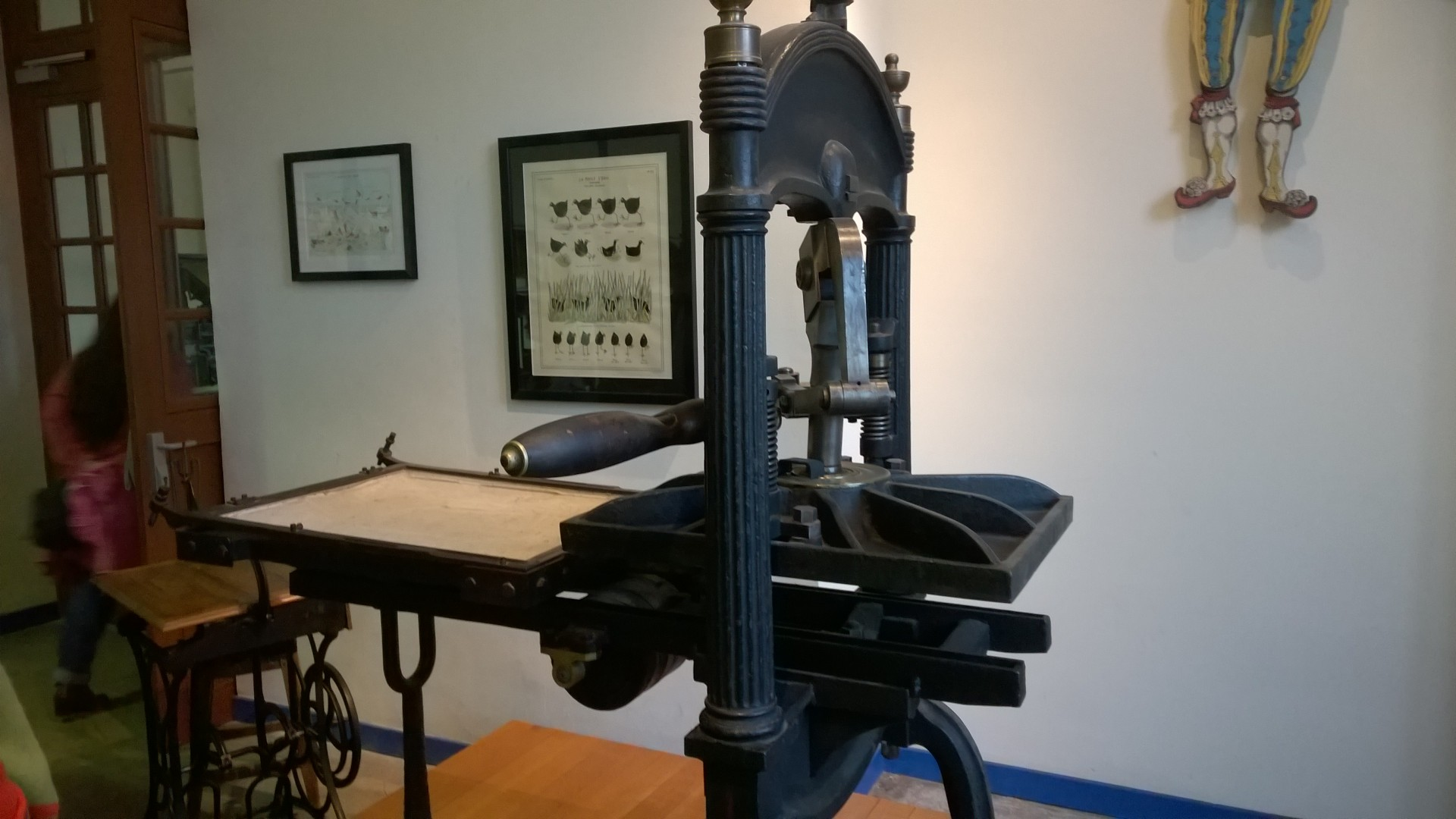
Premsa per a la impressió d'imatges d'Epinal.
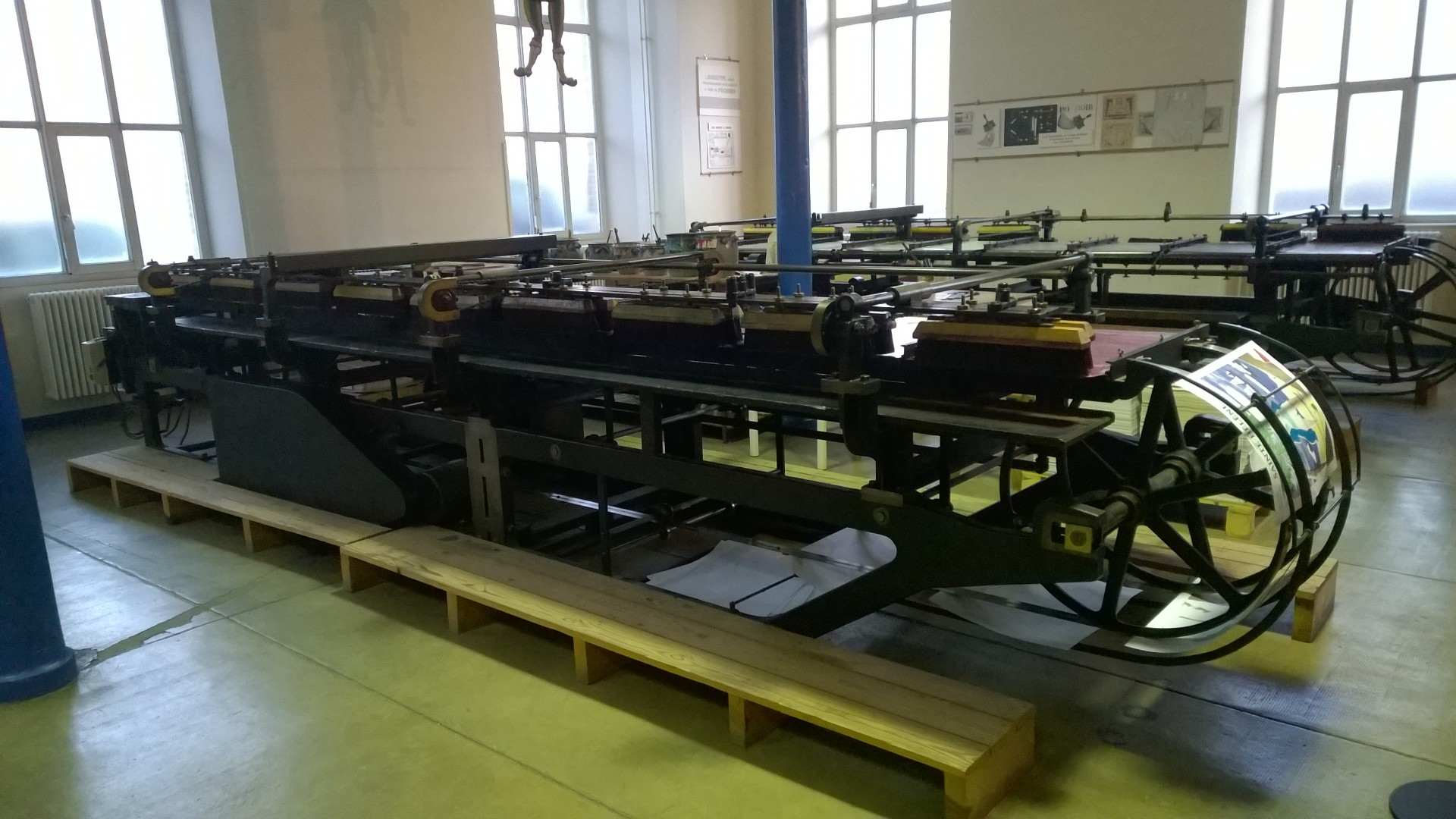
Màquina usada per pintar imatges d'Épinal.
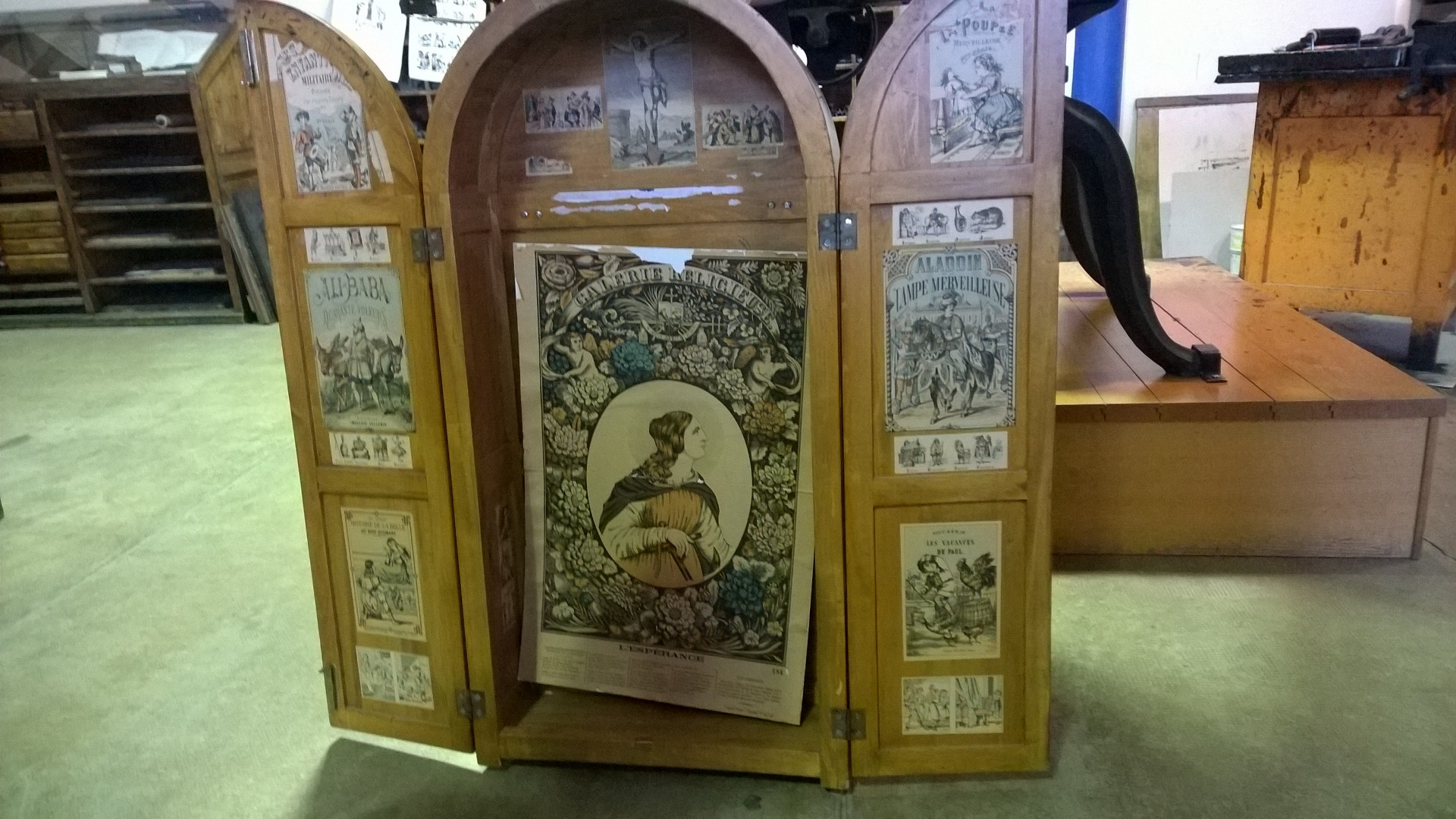
Caixa utilitzada per transportar i vendre imatges d'Epinal.